# 夜光雲
夜光雲（やこううん, 英: noctilucent clouds, NLC）は中間圏にできる特殊な雲で、日の出前や日没後に観測される気象現象である。地球上で最も高い高度に発生する雲と言われる。夏になっている北・南どちらかの半球の高緯度地域で多く発生する。極中間圏雲 (きょくちゅうかんけんうん, 英: polar mesospheric clouds, PMC) とも呼ぶ。

## 観測
通常の雲が地上〜10km付近にできるのに対し、夜光雲は地上約75〜85 kmの中間圏界面付近にできる。高度の高い位置に発生するため、太陽が地平線以下にあるとき下から日が当たり、青白く輝いて見える。高度15〜25kmにできる真珠母雲（極成層圏雲）とは、できる高さも色も異なるが、地上からは区別が難しい場合もある。
発生する時間帯は特に決まっていないが、日の出前や日没後に観測されやすいのは、以下のような理由と考えられている。昼間は、対流圏や成層圏の厚い大気や、その中に含まれる水蒸気・エアロゾルなどが太陽光を散乱して上空の雲が見えにくくなる。また夜間は、普通の雲と同じように、自ら発光しない雲を照らす光が当たらないこと、普通の雲を夜に照らす市街地の明かりが上空には届かないことなどが挙げられる。また、地上の雲が邪魔して観測できないことも多く、観測のチャンスはあまり多くない。
夜光雲が最初に発見されたのは1885年、イギリスのRoberto Leslieによるもので、Natureに掲載された。この年はクラカタウ火山の大噴火の2年後で、火山灰の噴出により世界中で夕焼けの鮮明化などが観測されていたことから、火山との関係が指摘された。研究によって、火山活動が雲の生成を促進する可能性が指摘されたものの、原因の中の1つに過ぎないとされ、火山活動とは直接の関係はないと考えられたが、後に反証された(Mazlev, 1926)。
この雲を研究していたドイツのOtto Jesseは、1887年に世界で初めてと見られる夜光雲の写真を撮影し、「夜に光る雲」を意味する"noctilucent cloud"（日本語訳は「夜光雲」）という言葉が生まれるきっかけを作った。また彼はクラカタウ山噴火の直後から異常な夕焼けの撮影を続けており、火山活動が原因ならば夜光雲も撮影したはずだと主張した。同年にはJesse、Foerster、Dr. Stolzeらが共同で夜光雲の観測撮影を始め、ベルリン天文台も参加した。これによって三角測量を用いて雲の高度が初めて推定されたが、1896年にプロジェクトは中止された。

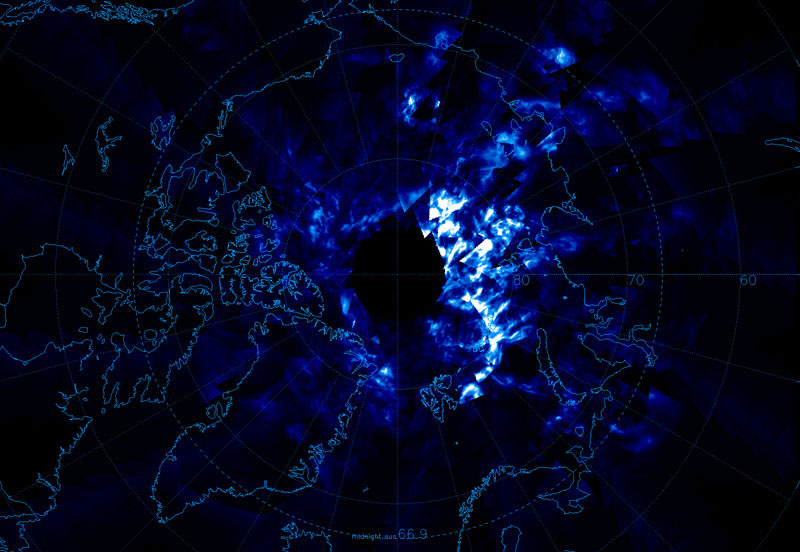
AIMが観測した北極周辺の夜光雲（青白い部分）の分布

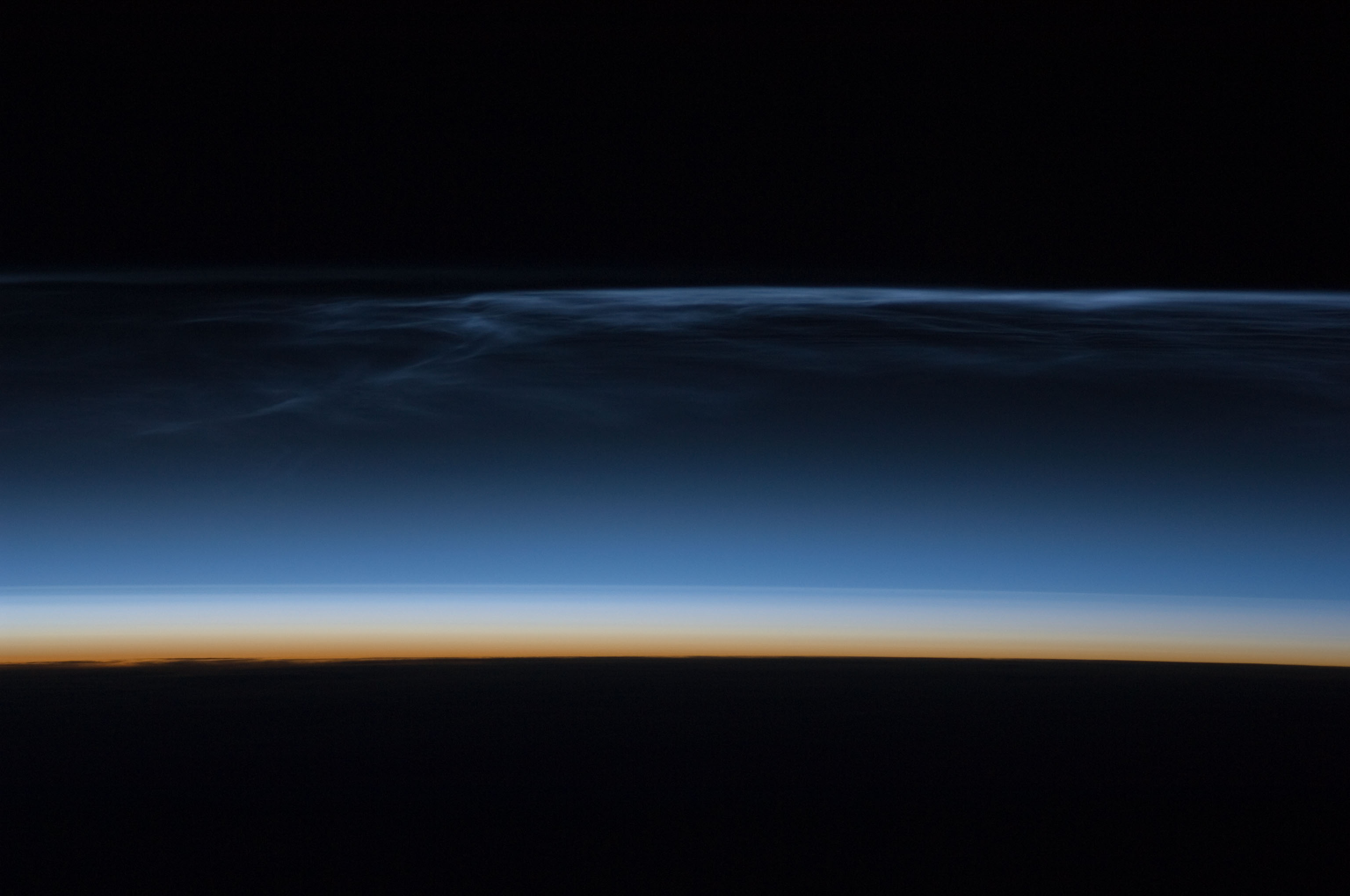
国際宇宙ステーションから撮影した夜光雲

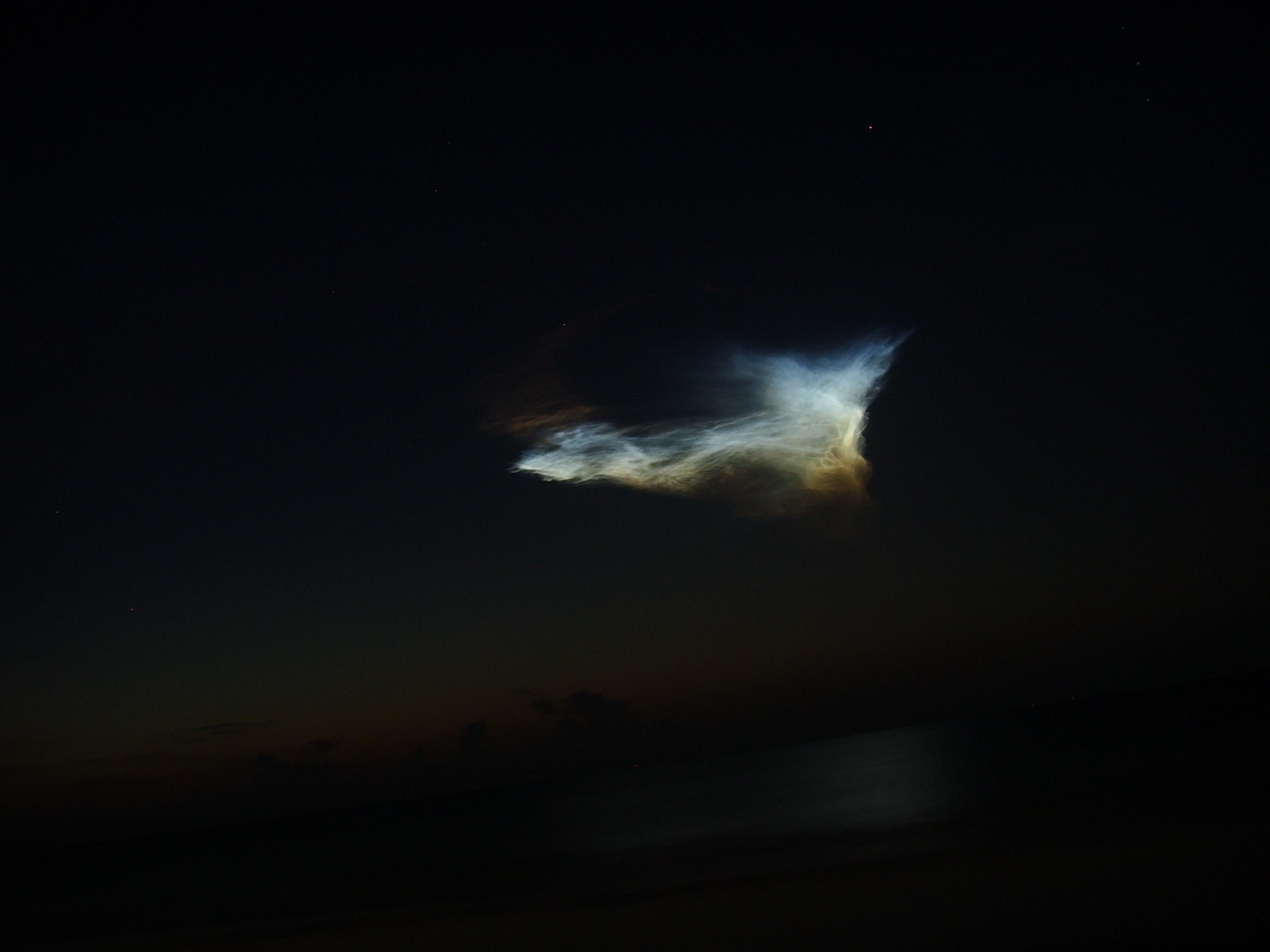
デルタIIロケットの打ち上げ時の排気ガスでできた人工的な夜光雲、2007年8月撮影。

1901年にOtto Jesseは亡くなり、その後数十年間に渡って観測は下火になった。ヴェーゲナーが夜光雲は氷でできているのではないかと発表した（後に正しいことが証明される。）以外はほとんど進展がなかった。当時、地上からしか観測されておらず高層大気のことがほとんど解明されていなかったが、1960年代に観測ロケットが打ち上げられるようになって、初めて中間圏の著しい低温が夜光雲の発生と関係していることが分かった。
1972年には、OGO-6が初めて宇宙から夜光雲を観測した。OGO-6の観測によれば、本来極上空にしかない強い光の散乱層が低い緯度まで伸びていることから、それが夜光雲と推定された。その後、SMEが紫外分光計で1981～1986年の地球の雲の分布を観測した際にも夜光雲が確認された。そして、2001年にはUARSに搭載されたHALOEが初めて物理的な観測を行い、夜光雲の主成分が氷であることを確認した。同年にはスウェーデンのオーディン衛星が雲のスペクトル分析を通じて夜光雲の毎日の世界的な分布を明らかにした。
2002年には、ユタ州立大学のVincent Wickwar博士らが、中緯度地域での夜光雲の発生を初めて報告。
2007年4月25日には、夜光雲の観測を主目的とする初の衛星、AIMが打ち上げられた。AIMが撮影した画像から、夜光雲が対流圏の雲（普通の雲）と同じような形状をしており、同じような力学的メカニズムで発生している可能性が示された。
2015年6月21日の早朝に日本国内で初めて、北海道内の複数地点において高度約80～90kmに位置する夜光雲が観測された。

## 発生のメカニズムと科学的性質

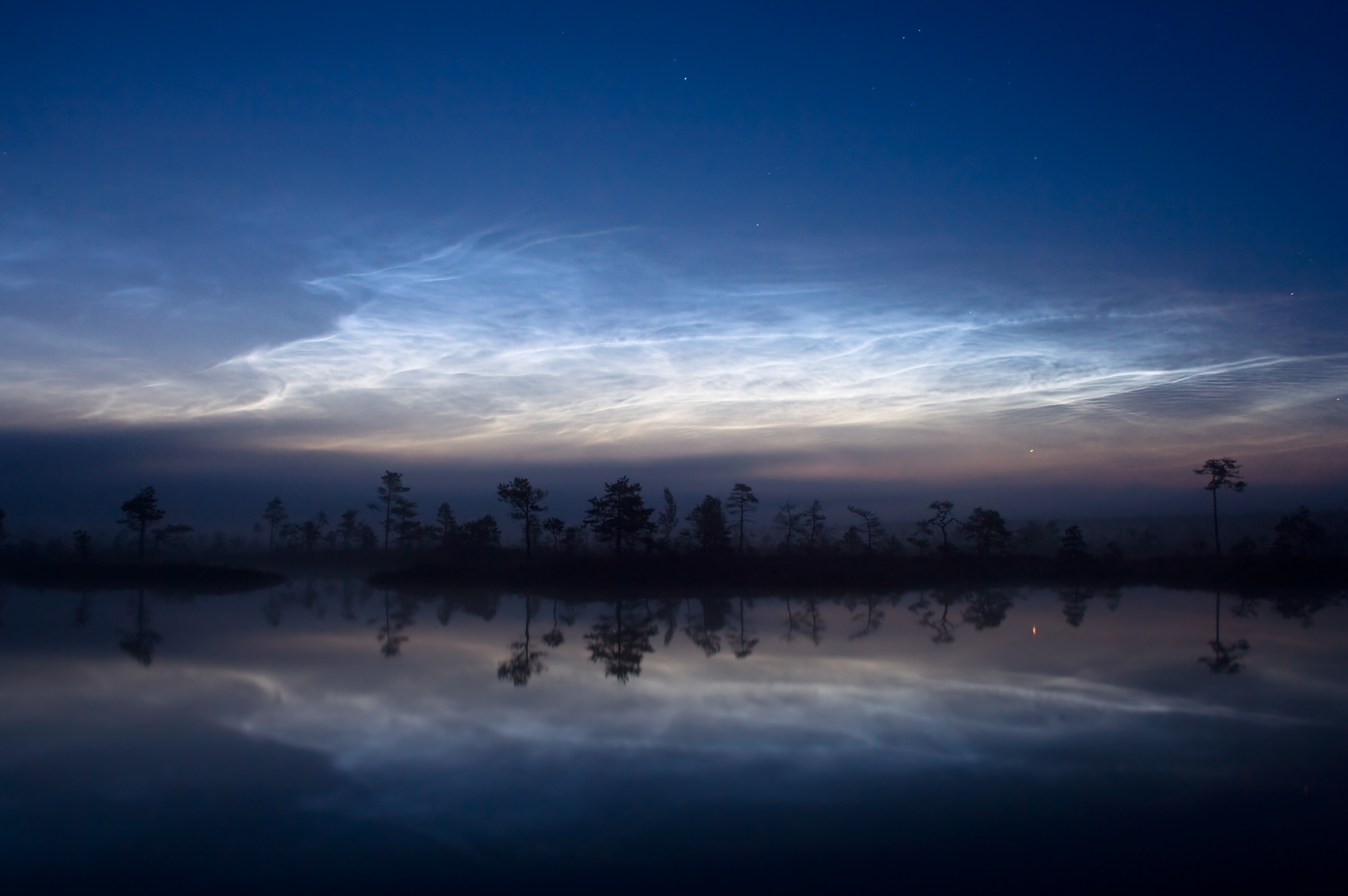
エストニアのソーマ―国立公園で見られた夜光雲

地球の地軸が傾いたまま公転しているため、北極を中心とする北半球が夏のとき、南極を中心とする南半球は反対に冬となる。これによって発生する気温や気圧の全地球的な偏りを解消するため、成層圏や中間圏でも大規模な大気循環が発生する。夏になっている半球（夏半球）では、その極（夏極）の上空の中間圏界面付近で夏半球から冬半球（冬になっている半球）に向かう中間圏子午面循環が発生する。
夏極の上空にある中間圏の大気は夏の間断熱膨張により冷却され、その付近の気温は地球大気の中で最も低くなる。そして、夏極上空を覆う低温の空気に、中間圏子午面循環に伴って冬半球からの高温の空気が進入して衝突すると、その付近で雲ができやすくなる。そのため夜光雲は、夏半球の緯度50°～70°付近で、中間圏界面付近に、夏季に発生する。ただし、より低緯度で観測された例もいくつかあり、近年増えている。
主な構成物は、氷（凍った水）と推定されている。雲粒の大きさは40～100nm（ナノメートル）で、青い光を散乱（レイリー散乱）しやすい大きさにあたる。最近の研究により、この氷晶の体積のうち約3％をナノレベルの流星煙粒子が占めていることが判明した。
夜光雲は古くから知られている現象であるが、近年の二酸化炭素やメタンの増加により、対流圏の気温が上昇し、それに伴い、中間圏の気温が低下したために発生しやすくなったとも考えられている。また、スペースシャトルからの排気に含まれる水蒸気が、一部の夜光雲の発生に関連しているとの学説もある。2017年1月24日午後4時44分に鹿児島県の種子島宇宙センターからH2Aロケットが打ち上げられた際には関東以西の太平洋側を中心に日本各地で夜光雲が目撃された。

### 参考資料
- 夜光雲（やこううん）とは何ですか？ NICT The Aurora Live
- 国際宇宙ステーションから撮影された夜光雲 AstroArts、2008年8月29日。